# Demba Touré
Demba Touré (ur. 31 grudnia 1984 w Dakarze) – senegalski piłkarz grający na pozycji napastnika.

## Kariera piłkarska

### Kariera klubowa
W 2002 podpisał kontrakt z Olympique Lyon, ale zagrał tylko w 2 meczach. W 2004 został najpierw wypożyczony a rok później sprzedany do klubu Grasshoppers Zurych. Wiosną 2007 do końca sezonu był wypożyczony do Dynama Kijów, ale nie potrafił dostosować się do stylu drużyny i powrócił latem do Grasshopersu. W styczniu 2009 przeszedł do francuskiej drużyny Stade Reims grającej w Ligue 2. W sezonie 2011/2012 grał w rumuńskim klubie Astra Ploeszti. W 2012 wyjechał na Maltę i był zawodnikiem takich klubów jak: Valletta FC, Birkirkara FC, Tarxien Rainbows, Pembroke Athleta, Naxxar Lions i Għajnsielem FC. W 2017 przeszedł do Żebbuġ Rangers.

### Kariera reprezentacyjna
W 2007 występował w reprezentacji Senegalu.